# 烏屋茶房
烏屋茶房（からすやさぼう、1990年9月19日 - ）は、日本の作曲家、作詞家、編曲家、映像作家。TOKYO LOGIC所属。片仮名表記のカラスヤサボウ名義で、ボカロPとしても活動。

## 略歴
宮崎市出身。12歳の頃にギターを始め、次いでMTRによる音源作成をたしなむ。友人の勧めで同人音楽活動を開始するにあたって、ニコニコ動画が活動の場となる。初期は東方アレンジを中心に投稿していたが、2010年6月の「wonder wander」を処女作としてボカロPに転向する。
2014年3月に発売されたコンセプト・アルバム『goodnight, wonderend』でdueよりメジャーデビュー。2015年、TVアニメ「VALKYRIE DRIVE -MERMAID-」のEDテーマを作詞・作曲したのを皮切りにアニメソングの分野にも進出した。
2019年10月に発表された日清カレーメシ「カレーメシ×ゾンビランドサガ」リリックビデオにて商業映像作家としてもデビュー。
2020年8月4日、YouTubeにアップロードされている、自身が作詞作曲を務めた楽曲「お願いマッスル」のMVの視聴回数が1億を突破した。

## ディスコグラフィ

### アルバム
| 枚  | 発売日         | タイトル             | 収録曲 | 規格品番   | 備考                                                    |
| --- | -------------- | -------------------- | --- | ---------- | ------------------------------------------------------- |
| 1st | 2011年6月12日  | wonder wander        | 全10曲 1. モノクロームモノローグ 2. fairy falling 3. ウタカタノウタ 4. snow-white silly story 5. チェックエンチェイス 6. honey holic 7. シンデレラシンドローム 8. wonder wander 9. メメントメモリー 10. さいごのよるのきりん -サボウアレンジ- |            | 10曲目の原曲はくらげPによる。                           |
| 2nd | 2011年11月19日 | who are you?         | 全9曲 1. who are you? 2. (everyday is like the)show busines 3. ジャバヲッキー・ジャバヲッカ 4. レガシイ 5. カナリヤ 6. パペットガール 7. ペイントガアル 8. and I’m here 9. ??? (Bonus Track)                                                  |            |                                                         |
| 3rd | 2013年4月27日  | 文学少女インセイン   | 全9曲 1. イロハニ文明開化 2. プロパガンダ 3. アサキユメミシ 4. ダンスダンスデカダンス 5. 文学少女インセイン 6. ジャスティファイドジェノサイド 7. エヒモセス 8. レストインピースのあとで 9. A.I.U                                              |            |                                                         |
| 4th | 2014年3月19日  | goodnight, wonderend | 全12曲 1. 夜が降りてくるころに 2. ちらかったへや 3. ある逃避の 4. だれもしらない 5. 空白の街 6. 救いようのない 7. 祈るように 8. 架空の花束のための 9. きらきらひかる 10. 世界で一番きれいな朝に 11. いつか 12. 夜が明けてゆくころに           | DGCA-10093 | 初のコンセプトアルバムにして メジャーデビューアルバム。 |
| 5th | 2017年4月30日  | 架空の上映室         | 全6曲 1. アナーキー・イン・ザ・フライデー 2. 共犯者 3. ガールフレンド・イン・ブルー 4. ラブレター・フロム・メランコリー 5. キャッチミー・イフ・ユー・キャン 6. 上映室                                                                         |            |                                                         |
| 6th | 2019年4月28日  | 偏執少女幸福概論     | 全5曲 1. パラノイヤ 2. 天才ロック 3. ミームミームミーム 4. まじないベエス 5. バーイバーイバーイ |            | DLカード(conca)での販売。                               |

## 楽曲提供

### アニメ
- VALKYRIE DRIVE -MERMAID-
  - 「スーパーウルトラハイパーミラクルロマンチック」（作詞・作曲・編曲）EDテーマ
  - 「咲いては乱れ散るまで」（作詞・作曲・編曲）キャラクターソング
- 干物妹!うまるちゃん
  - 「sweet sweet everytime sweet」（作詞・作曲）キャラクターソング
- 魔法少女育成計画
  - 「魔法少女は嗤う」（作詞・作曲）キャラクターソング
- 灰と幻想のグリムガル
  - 「chouchou-magie」（作詞・作曲）キャラクターソング
- NEW GAME!!
  - 「Now Loading!!!!」（作詞）EDテーマ
  - 「STEP by STEP UP↑↑↑↑」（作詞）OPテーマ
- けものフレンズ
  - 「ホップステップフレンズ」（作詞）キャラクターソング
- けものフレンズ2
  - 「たんけんデイズ」（作詞）OPテーマカップリング
- ヤリチン☆ビッチ部
  - 「ズボズボウォント☆ウォントゥボゥボゥ」（作詞）キャラクターソング
- ダンベル何キロ持てる?
  - 「お願いマッスル」（作詞・作曲）OPテーマ[注釈 1][7]
  - 「マッチョアネーム？」（作詞・作曲）EDテーマ[注釈 1][7]
- 蜘蛛ですが、なにか?
  - 「がんばれ！蜘蛛子さんのテーマ」（作詞）EDテーマ
- 異世界迷宮でハーレムを
  - 「紳士の取引60万ナール」（作詞） EDテーマ
- 【推しの子】
  - 「ぴえヨンブートダンス」（作詞・作曲・編曲）劇中歌[注釈 2][注釈 3]
- デュエル・マスターズ WIN 決闘学園編
  - 「Abyss-Over」（作詞・作曲）EDテーマ、歌：超学生
- 神は遊戯に飢えている。
  - 「I'm GAME!」（作詞）EDテーマ、歌：立花日菜[8]
- Re:ゼロから始める異世界生活
  - 「Reweave」(作詞) OPテーマ
- 異世界失格
  - 「さよなら、素晴らしき世界よ」（作詞・作曲）EDテーマ、歌:前島麻由

### ゲーム
- アイドルマスター
  - 「VOY@GER」（作詞）
  - 「ピピカ・リリカ」（作詞・作曲）
- アイドルマスター シンデレラガールズ
  - 「共鳴世界の存在論」（作詞・作曲・編曲）
  - 「双翼の独奏歌」（マチゲリータと共作詞）
  - 「銀河図書館」（作詞・作曲・編曲）
  - 「夢幻ノ救憐唱 〜堕チル星ノ調ベ〜」（作詞）
  - 「O-Ku-Ri-Mo-No Sunday!」（作詞・篠崎あやとと共作編曲）
  - 「Secret Daybreak」（作詞・作曲・編曲）
  - 「不埒なCANVAS」（作曲・編曲）
  - 「印象」（作詞）
  - 「私色のプレリュード」（作詞）
  - 「Brand new!」（作詞・作曲）
  - 「#HE4DSHOT」（作詞・橘亮祐、篠崎あやとと共作編曲）
  - 「ストリート・ランウェイ」（作詞）
  - 「トキメキは赤くて甘い」（作詞・作曲）
  - 「MOTTO!」（作詞）
  - 「サイン・オブ・ホープ」（作詞・篠崎あやと、橘亮祐と共作曲）
  - 「Night Time Wander」（作詞）
  - 「ノートの中のテラリウム」（八城雄太と共作詞）
  - 「なみだのくに」（作詞・作曲・編曲）
  - 「Morgana」（作詞・作曲・編曲）
  - 「千夜一夜（Alf Layla wa Layla）」（作詞）
- アイドルマスター シャイニーカラーズ
  - 「Dye the sky.」（作詞）
  - 「神様は死んだ、って」（作詞）
- アイドルマスター SideM
  - 「Braver Beat」（作曲・編曲）
- 学園アイドルマスター
  - 「Howling over the World」（作詞・作曲・編曲）
- A3!
  - 「にゃんばれ!にゃにゃにゃにゃ☆にゃん生!」（作詞・作曲）
  - 「ITTEKI〜義経異聞録〜」（作詞・作曲・編曲）
  - 「永久の劇場」（作詞）
  - 「二等上等」（作詞）
  - 「Come on stage!」（作詞）
  - 「Tailor Tailor!」（作詞）
  - 「花が咲く場所で」（作詞）
  - 「よりみち気分」（作詞）
- オンゲキ
  - 「Y.Y.Y.計画!!!」（作詞・作曲・編曲）
- ビビッド・ビビッド・バレット
  - ビビッドアーミーコラボ公式MV（ボカロPカラスヤサボウとして）
- 八月のシンデレラナイン
  - 「おかわり☆タイムリー」（作詞・篠崎あやとと共作曲）

- Lanota
  - 「Wonderland」（作詞・作曲・編曲）
- IDOLY PRIDE
  - 「Magical Melody」（作詞）
- 崩壊：スターレイル
  - 「Dr.レイシオの形而上学的入浴理論」（作詞・作曲）
- プロジェクトセカイ カラフルステージ! feat. 初音ミク
  - 「ショウタイム・ルーラー」（作詞・作曲・編曲）

### アイドル
- フルーティー「パッション！テンション！そしてセンセーション！」（作詞・作曲）
- AlbaNox「マスカレイドダンスフロア」（作詞・作曲）
- 風男塾
  - 「Milky Way～いま、あいにゆくよ～」（作詞）
  - 「Ballad of the Phantom」（作詞・作曲・編曲）
  - 「叛逆者たちに明日よあれ」（作詞）
  - 「exdreamers」（作詞）
- BANZAI JAPAN 「ジャンピン！なっぷ！JAPAN！」（作曲）
- アメフラっシ 「ハイ・カラー・ラッシュ」（作詞）

### その他
- 遠藤ゆりか「はじまりのうた」（作詞・作曲・編曲）
- 久保ユリカ
  - 「しかししかじか」（作詞）[9]
  - 可愛くって意地悪しちゃう（作詞）[10]
- 立花日菜
  - 「I’m GAME!」（作詞）[11]
- 浦島坂田船
  - 「アワ・ダンサー」（作詞・作曲・編曲）[12]
  - 「花や、花」（作詞・作曲・編曲）
  - 「返り咲」（作詞・作曲・編曲）
  - 「燦然賛歌」（作詞・作曲）
  - 「絶景」（作詞・作曲・編曲）
- センラ
  - 「痕跡」（作詞・作曲・編曲）
- すとぷり「ストロベリー・レボリューション」（作詞・作曲）
- 莉犬×るぅと×ころん「じゃむじゃむシグナル」（作詞・作曲・編曲）
- ころん「Mad Hat Rabbit」（作詞・作曲・編曲）
- さとみ「悪い子のダンス」（作詞・作曲・編曲）
- P丸様。「ガチやべぇじゃん feat.ななもり。」（作詞・篠崎あやとと共作曲）
- THE IDOLM@STER CINDERELLA GIRLS TO D@NCE TO「Hotel Moonside -Take me away from Metropolis Remix-」（アレンジ）
- 日清カレーメシ「カレーメシ×ゾンビランドサガ」（リリックビデオ制作）
- petit fleurs
  - 「プリンセス・モード!」（作詞・作曲・篠崎あやとと共編曲）[13]
  - 「ぷちふるわんにゃん大戦争」（作詞・作曲）
- あにまーじゅ「それゆけっ!あにまーじゅ!」（作詞・作曲）
- リゼ・ヘルエスタ、鈴原るる「LINK・LINK」（作詞）[14]
- MonsterZ MATE 「TOKYO MONSTERZ」（作詞・作曲・編曲）
- しぐれうい「Pris-Magic!」（作詞・篠崎あやとと共作曲）
- 伊東歌詞太郎「Virtualistic Summer」（作詞・作曲）
- 剣崎雌雄「Mesperado」（作詞・作曲）
- プロジェクトカビゴン「カビゴン寝てるんかーい！」（作詞・作曲・編曲）[注釈 4]
- ガッチマンV 「Panic The Party」（作詞・作曲）
- 七次元生徒会（叶、樋口楓、三枝明那、仙河緑、レオス・ヴィンセント・周央サンゴ）「七次元生徒会、活動開始！」（作詞・作曲）
- #ヴイアラ（Vα-liv）「CQ」（作詞・作曲・編曲）